# Nobody Wants This
Nobody Wants This är en amerikansk komediserie vars första säsong hade premiär på Netflix den 26 september 2024. Serien som består av 10 avsnitt är skapad av Erin Foster.

## Handling
Serien kretsar kring relationen mellan en oortodox rabbi och en argsint och agnostisk kvinna.

## Rollista (i urval)
- Kristen Bell - Joanne
- Adam Brody - Noah
- Justine Lupe - Morgan
- Timothy Simons - Sasha
- Jackie Tohn - Esther
- Michael Hitchcock - Henry
- Paul Ben-Victor - Ilan
- Sherry Cola - Ashley
- Shiloh Bearman - Miriam
- Stephanie Faracy - Lynn
- Emily Arlook - Rebecca
- Tovah Feldshuh - Bina